# Nanorana yunnanensis
Nanorana yunnanensis es una especie  de anfibio anuro de la familia Dicroglossidae. Se distribuye por China, Vietnam y Birmania, aunque también probablemente en Laos. La principal amenaza a su conservación es su caza para el consumo humano, también la degradación y pérdida de sus hábitats, y la contaminación de las aguas.